# Медулич, Пётр Петрович
Пётр Петрович Медулич (род. 1991) — российский фристайлист, чемпион России (2013).

## Спортивная карьера
Выпускник высшей школы спортивного мастерства Тверской области.
Серебряный призёр Кубка Европы (2010), бронзовый призёр этапа Кубка мира в Лейк Плэсиде (2012), бронзовый призёр чемпионата России (2012), серебряный призёр финала Кубка России (2012).
Мастер спорта.